# Needleman-Wunsch-Algorithmus
Der Needleman-Wunsch-Algorithmus ist ein Optimierungsalgorithmus aus der Bioinformatik. Dort wird er zum Vergleich zweier Nukleotid- bzw. Aminosäuresequenzen eingesetzt. Er berechnet anhand eines Modells den optimalen globalen Similarity-Score bzw. mit Hilfe von Backtracking ein oder mehrere optimale globale Alignments zwischen zwei Sequenzen. Der Similarity-Score ist ein Maß für die Ähnlichkeit zweier Sequenzen; je höher der Score, umso ähnlicher sind die Sequenzen unter dem angewendeten Scoring-Modell. Der Algorithmus optimiert den Score des Alignments. Dabei ist ein Alignment eine Folge von Editierschritten, um die erste Sequenz in die zweite zu überführen. Für zwei nichttriviale Sequenzen gibt es viele Alignments – ein optimales Alignment hat einen maximalen Similarity-Score. Der Algorithmus verwendet die Methode der dynamischen Programmierung und erlaubt beliebige Scoring-Modelle (d. h. die Verwendung allgemeiner Gap-Kosten) für die Editierschritte.

## Das Verfahren
Der Needleman-Wunsch-DP-Algorithmus berechnet in einer Matrix für alle Paare von möglichen Präfixen der Sequenzen a und b den optimalen globalen Similarity-Alignment-Score. Das Element {\displaystyle i,j} der Matrix enthält den optimalen Score für das optimale globale Alignment der Teilsequenz {\displaystyle a[0..i]} von a und {\displaystyle b[0..j]} von b. Die Schreibweise {\displaystyle a[0..i]} entspricht dem i-ten Praefix {\displaystyle a_{1},a_{2},\dots ,a_{i}} von a. Wenn m die Sequenzlänge von a bzw. n die Sequenzlänge von b bezeichnet, dann enthält die Score-Matrix M {\displaystyle m+1} Zeilen und {\displaystyle n+1} Spalten. Der Alignment-Score der vollständigen Sequenzen ist nach der Ausführung des Algorithmus in {\displaystyle M(m,n)} enthalten.
Die Score-Matrix wird rekursiv berechnet. Für das Element (i,j) der Matrix M wird über drei Fälle maximiert. Die Erweiterung des bisherigen Alignments der Sequenzen {\displaystyle a[0..i-1]} und {\displaystyle b[0..j-1]} um ein Match bzw. Mis-Match, entspricht der Addition des zuvor berechneten Scores aus {\displaystyle M(i-1,j-1)} und der Kosten für die Ersetzung von {\displaystyle a[i]} durch {\displaystyle b[j]}. Die Erweiterung eines schon berechneten Alignments um eine abschließende Löschung, entspricht der Addition der allgemeinen Gap-Kosten der Länge der Löschung zu dem Score des optimalen Alignments der Sequenzen {\displaystyle a[0..i-k]} und {\displaystyle b[0..j]}, wobei {\displaystyle k} die Länge der Löschung bezeichnet. Analog zur Löschung entspricht die Erweiterung eines optimalen Alignments der Sequenzen {\displaystyle a[0..i]} und {\displaystyle b[0..j-l]} um eine abschließende Einfügung der Addition des Scores dieses Alignments und der Gap-Kosten für die Länge {\displaystyle l} der Einfügung. Der maximale Wert dieser drei Alternativen wird im Element {\displaystyle M(i,j)} gespeichert.
Die Gap-Kostenfunktion kann allgemein sein. D. h. es wird nicht vorausgesetzt, dass einheitliche Kosten oder Affine-Gap-Kosten verwendet werden.
Die bisher informell beschriebenen Matrix-Rekursion sind im nächsten Abschnitt formal aufgeschrieben. Um die Abhängigkeiten der Rekursion zu berücksichtigen, muss die Score-Matrix zeilen- oder spaltenweise berechnet werden.
Das Alignment kann durch Backtracking ausgegeben werden. Als ein mögliches Backtracking-Verfahren kann man während der Berechnung der Score-Matrix in einer Hilfs-Matrix für jedes Element {\displaystyle (i,j)} speichern, ob der maximale Wert durch eine Einfügung, Löschung oder durch ein Match berechnet wurde. Vom Element {\displaystyle (n,m)} der Matrix {\displaystyle M} kann nach der vollständigen Berechnung der Matrix der Pfad zur Berechnung des maximalen zurückverfolgt und dabei das optimale Alignment konstruiert werden. Für zwei Sequenzen existieren in einer Matrix ein oder mehrere optimale Pfade in einer Score-Matrix die zu dem optimalen Score führen, ebenso wie für zwei Sequenzen mehrere Alignments existieren können, welche den optimalen Score besitzen.

## Matrix-Rekursion
Spezifikation des Algorithmus durch Matrix-Rekursionen:
{\displaystyle M(0,0)=0}
{\displaystyle M(i,0)=M(i-1,0)+f(i),\;1\leq i\leq m}
{\displaystyle M(0,j)=M(0,j-1)+f(j),\;1\leq j\leq n}
{\displaystyle M(i,j)=\max {\begin{Bmatrix}M(i-1,j-1)+\ w(a_{i},b_{j})&{\text{Match bzw. Mismatch}}\\M(i-1,j)+\ f(k)&{\text{Deletion}}\\M(i,j-1)+\ f(l)&{\text{Insertion}}\end{Bmatrix}},\;1\leq i\leq m,1\leq j\leq n}
- {\displaystyle a,b} :  Zeichenketten über einem Alphabet {\displaystyle \Sigma }
- {\displaystyle m=\operatorname {length} (a)}
- {\displaystyle n=\operatorname {length} (b)}
- {\displaystyle M(i,j)} : maximale Similarity-Score zwischen einem Präfix von {\displaystyle a}, welches in {\displaystyle i} endet und einem Präfix von {\displaystyle b}, welches in {\displaystyle j} endet
- {\displaystyle w(c,d),\;c,d\in \Sigma } : Similarity-Score-Funktion
- {\displaystyle f} : allgemeine Gap-Kostenfunktion

## Beispiel
Anhand eines kleinen Beispiels werden hier die Schritte des Algorithmus vorgestellt.
Als Bewertungsfunktion wird die folgende Funktion benutzt:
{\displaystyle w(x,y)={\begin{cases}1&{\text{für }}x=y\\-1&{\text{sonst}}\\\end{cases}}}
a = ACGTC und b = AGTC
Zum besseren Verständnis kann man sich vorstellen, dass die Zeilen mit den Buchstaben aus Sequenz a gelabelt sind und die Spalten mit den Buchstaben aus Sequenz b. Mathematisch gesehen ergibt dies innerhalb der Matrix keinen Sinn, deshalb ist dies hier nur zur Anschauung.
{\displaystyle D={\begin{pmatrix}&-&A&G&T&C\\-&0&-1&-2&-3&-4\\A&-1&0&0&0&0\\C&-2&0&0&0&0\\G&-3&0&0&0&0\\T&-4&0&0&0&0\\C&-5&0&0&0&0\\\end{pmatrix}}}
0. Schritt: Initialisierung
Die Einträge der Matrix {\displaystyle D(i,j)} für die erste Zeile und die erste Spalte wird wie oben beschrieben gefüllt. Die Bewertung für den Eintrag {\displaystyle D(1,0)} wird berechnet aus der darüberliegenden Bewertung {\displaystyle D(i-1,j)=D(0,0)=0} und dem Score an der Stelle {\displaystyle w(a_{i},b_{i})=w(a_{1},-)=w(A,-)=-1}. Also {\displaystyle D(1,0)=0+(-1)=-1} die anderen Werte werden nun analog berechnet.
{\displaystyle D={\begin{pmatrix}0&-1&-2&-3&-4\\-1&0&0&0&0\\-2&0&0&0&0\\-3&0&0&0&0\\-4&0&0&0&0\\-5&0&0&0&0\\\end{pmatrix}}}
1. Schritt:
Berechnung von {\displaystyle D(1,1)}:
{\displaystyle {\begin{cases}D(0,0)+w(A,A)\Rightarrow 0+1\\D(0,1)+w(A,-)\Rightarrow -1+(-1)\\D(1,0)+w(-,A)\Rightarrow -1+(-1)\\\end{cases}}}
→ Das Maximum entsteht aus dem ersten Fall, d. h. A wird mit A aligniert.
{\displaystyle D={\begin{pmatrix}0&-1&-2&-3&-4\\-1&1&0&0&0\\-2&0&0&0&0\\-3&0&0&0&0\\-4&0&0&0&0\\-5&0&0&0&0\\\end{pmatrix}}}
→ Erhöhung von j um 1, i bleibt gleich
2. Schritt:
Berechnung von {\displaystyle D(1,2)}:
{\displaystyle {\begin{cases}D(0,1)+w(A,C)\Rightarrow -1+(-1)\\D(0,2)+w(A,-)\Rightarrow -2+(-1)\\D(1,1)+w(-,C)\Rightarrow 1+(-1)\\\end{cases}}}
→ Das Maximum entsteht aus dem dritten Fall, da hier das Maximum der Berechnung, nämlich 0 entsteht, d. h. ein Gap(-) würde mit C aligniert.
{\displaystyle D={\begin{pmatrix}0&-1&-2&-3&-4\\-1&1&0&0&0\\-2&0&0&0&0\\-3&0&0&0&0\\-4&0&0&0&0\\-5&0&0&0&0\\\end{pmatrix}}}
{\displaystyle \vdots }
Die gefüllte Matrix sieht nach vollständiger Ausführung der o.a. Schritte folgendermaßen aus:
{\displaystyle D={\begin{pmatrix}0&-1&-2&-3&-4\\-1&1&0&-1&-2\\-2&0&0&-1&0\\-3&-1&1&0&-1\\-4&-2&0&2&1\\-5&-3&-1&1&3\\\end{pmatrix}}}
Die Bewertung dieses Alignments ist 3.
Das dazugehörige Alignment sieht so aus:
{\displaystyle {\begin{matrix}{\text{Sequenz}}\ a:&A&C&G&T&C\\{\text{Sequenz}}\ b:&A&-&G&T&C\end{matrix}}}
Berechnet wird es durch ein Traceback.

## Wahl der Bewertungsfunktion
Die Wahl der Bewertungsfunktion hat einen großen Einfluss auf die Ergebnisse, die man durch den Needleman-Wunsch-Algorithmus erhält.
Eine einfache Bewertungsfunktion wie oben gewählt spiegelt keinesfalls den biologischen Hintergrund eines Alignments wider und ist deshalb für praktische Zwecke eher ungeeignet.
Die im Moment gebräuchlichsten Bewertungsfunktionen lesen die Bewertung aus einer sogenannten Scoring Matrix aus. Für Proteine kann man die PAM- oder Blosum-Matrizen benutzen. Diese Matrizen mit der Größe 20×20 (bzw. 24×24, wenn noch einige Sonderfälle beachtet werden) enthalten Bewertungen (sogenannte log-odds) dafür, dass eine Aminosäure durch eine andere substituiert wird. Die log-odds basieren auf Wahrscheinlichkeiten.
Berechnet werden diese Scoring-Matrizen ebenfalls aus Sequenzalignments.
Die oben verwendete Bewertungsfunktion wird benutzt, um die Ähnlichkeit zweier Sequenzen zu bestimmen. Um nun die Distanz bestimmen zu können, kann man einfach die Bewertungsfunktion ändern, d. h. bei Ungleichheit kann man einen positiven Wert zurückgeben, welcher als Strafe interpretiert werden kann und bei Gleichheit 0 oder einen negativen Wert. Es muss allerdings beachtet werden, dass in der Rekursion bei einer distanzbasierten Bewertungsfunktion nicht das Maximum, sondern das Minimum ermittelt werden muss.
Ein Beispiel für eine distanzbasierte Bewertungsfunktion:
{\displaystyle w(x,y)={\begin{cases}0&{\text{für }}x=y\\1&{\text{für }}x\not =y\\\end{cases}}}

## Komplexität
Die Laufzeit des Needleman-Wunsch Algorithmus liegt in {\displaystyle O}{\displaystyle (m\cdot n)}. Es müssen {\displaystyle m\cdot n} Elemente der Matrix berechnet und für jedes dieser über drei maximiert werden. Dies lässt sich einfach aus den Matrix-Rekursionen ableiten. Der Speicherbedarf liegt bei Konstruktion der gesamten Tabelle in {\displaystyle O}{\displaystyle (nm)}.

## Abgrenzung
Im Needleman-Wunsch Paper von 1970 sind keine Matrix-Rekursionen enthalten, der Algorithmus wird dort informell beschrieben; die hier dargestellten Matrix-Rekursionen ergeben sich aus dieser Beschreibung.
In einem Paper von Waterman, Smith und Beyer von 1976 wird der Needleman-Wunsch-Algorithmus explizit in Matrix-Rekursionen spezifiziert. Deswegen bezeichnen auch manche Autoren den Needleman-Wunsch-Algorithmus als Waterman-Smith-Beyer-Algorithmus.
In mancher Literatur wird der Standard {\displaystyle O(n^{2})} DP-Algorithmus zur Berechnung des globalen Alignments unter einheitlichen Gap-Kosten fälschlicherweise als Needleman-Wunsch-Algorithmus bezeichnet. Dies ist allerdings eine Spezialisierung des Needleman-Wunsch Algorithmus, da bei der Verwendung einheitlicher Gap-Kosten für die Edit-Operationen nur die drei benachbarten Zellen beachtet werden müssen.
Aufgrund der kubischen Laufzeit wird der Needleman-Wunsch-Algorithmus in der Praxis nicht eingesetzt. Bei Beschränkung auf einheitliche Kosten kann mit oben beschriebener Optimierung das optimale Alignment in {\displaystyle O(n^{2})} berechnet werden. Mit dem Gotoh-Algorithmus kann das optimale Alignment bei affinen Gap-Kosten in quadratischer Laufzeit berechnet werden.
Der Hirschberg-Algorithmus berechnet ein globales Alignment bei einheitlichen bzw. affinen Gap-Kosten auf linearem Speicherplatz {\displaystyle O(m+n)} in Zeit {\displaystyle \Theta (mn)} und
der Smith-Waterman-Algorithmus berechnet das optimale lokale Alignment zweier Sequenzen.

## Speicher-Abschätzung
Wegen des quadratischen Speicherbedarfs ist der Algorithmus für das Alignieren längerer Sequenzen eher ungeeignet. Wenn z. B. in der Matrix Integer-Werte, welche jeweils 4 Byte groß sind, gespeichert werden, dann benötigt die Berechnung des Alignment-Scores einer Sequenz von 10.000 Zeichen eine Matrix mit {\displaystyle 10.000\times 10.000} Einträgen. Also werden von der Matrix {\displaystyle 100.000.000\times 4\,{\text{Byte}}\approx 381\,{\text{Megabyte}}} belegt. Die Alignierung ganzer Genome lässt sich so nicht effizient durchführen. Beispielsweise hat ein mittleres Bakteriengenom ca. 1–4 Millionen Basenpaare und das menschliche Genom ca. 3 Milliarden Basenpaare.
Abgesehen davon hat ein globales Alignment ganzer Genome nicht unbedingt einen hohen biologischen Erkenntnisgewinn.

## Varianten

### Einheitliche Gap-Kosten
Bei Verwendung von einheitlichen Gap-Kosten ist eine Spezialisierung der Matrix-Rekursionen des Needleman-Wunsch-Algorithmus möglich, wodurch sich die Laufzeit von {\displaystyle O(n^{3})} auf {\displaystyle O(n^{2})} reduziert. Sellers hat diese Rekursionen in einem Paper von 1974 explizit spezifiziert.
Eine einheitliche Gap-Kosten-Funktion {\displaystyle f} ist definiert durch {\displaystyle f(l)=l\cdot c}, d. h. jede Stelle eines Gaps kostet gleich viel. Unter Verwendung von einheitlichen Gap-Kosten ist bei der Betrachtung eines optimalen Alignment der Präfixe {\displaystyle a[0..i]} und {\displaystyle b[0..j]}, das in einem Insertions-Gap der Länge {\displaystyle k_{1}} mit {\displaystyle k_{1}>1} endet, direkt einsehbar, dass auch das optimale Alignment der Präfixe {\displaystyle a[0..i-1]} und {\displaystyle b[0..j]} in einem Insertions-Gap endet. Daher reicht es aus, zur Berechnung der Kosten eines optimalen Insertions-Gap (beliebiger Länge) in {\displaystyle M(i,j)}, {\displaystyle M(i-1,j)+c} zu rechnen. Die Berechnung der Deletions-Gap-Kosten erfolgt analog.
Daraus ergeben sich folgende spezialisierte Rekursionen:
{\displaystyle M(0,0)=0}
{\displaystyle M(i,0)=M(i-1,0)+c,\;1\leq i\leq m}
{\displaystyle M(0,j)=M(0,j-1)+c,\;1\leq j\leq n}
{\displaystyle M(i,j)=\max {\begin{Bmatrix}M(i-1,j-1)+\ w(a_{i},b_{j})&{\text{Match bzw. Mismatch}}\\M(i-1,j)+c&{\text{Deletion}}\\M(i,j-1)+c&{\text{Insertion}}\end{Bmatrix}},\;1\leq i\leq m,1\leq j\leq n}

### Free-Shift Alignment
Die Berechnung des optimalen Free-Shift Alignment (oder End-Gap Free Alignment) ist eine Variante des Needleman-Wunsch-Algorithmus, bei der eine Folge von Insertionen bzw. Deletionen am Anfang bzw. Ende des Alignment in der Score-Berechnung nicht berücksichtigt werden. Dazu wird der Algorithmus zur Berechnung des globalen Alignment so abgeändert, dass die erste Zeile bzw. erste Spalte mit {\displaystyle 0} initialisiert werden. Beim Backtracking wird der maximale Wert in der letzten Spalte bzw. Zeile gesucht und als Ausgangspunkt benutzt.